# Тера Патрик
Те́ра Па́трик (англ. Tera Patrick; урождённая Ли́нда Энн Хо́пкинс (Linda Ann Hopkins); род. 25 июля 1976, Грейт-Фолс, Монтана) — американская порноактриса и модель. Известна также под псевдонимами Брук Томас, Сэди Джордан, Тера Хопкинс, Тара Патрик и др.

## Биография
Линда Энн Хопкинс родилась 25 июля 1976 года в Грейт-Фолс, штате Монтана. Её родители познакомились во Вьетнаме во время Вьетнамской войны. Её отец — англичанин, а мать — тайка. Когда девочка была маленькой, её мать вернулась в Таиланд, а отец с Линдой переехали в Сан-Франциско, где он воспитывал её один.
С 13 лет Линда подрабатывала моделью. В 18 лет она бросила модельный бизнес и поступила в университет, где получила диплом медсестры и степень бакалавра микробиологии. После этого она поступила в Калифорнийский университет в Санта-Барбаре и по финансовым причинам снова стала работать моделью.
В начале 90-х Тера начала сниматься обнаженной и в легком порно. В 2000-м она снялась в жестком порно режиссёра Эндрю Блейка. Также она принимала участие в сценах бондажа и фетишизма ног под псевдонимом Брук Томас. С этого момента Тера стала одной из самых популярных и востребованных порноактрис в мире.
В 2005 Тера Патрик открыла агентство, занимающееся моделями и порноактёрами, с целью помочь парням и девушкам раскрыть свой талант и достичь успеха в порнобизнесе. Также Тера создала свою собственную порностудию под названием «Teravision».
В 2010 году она издала автобиографию.
В 2011 году журнал Complex поставил её на 2 место в списке «50 самых горячих азиатских порнозвёзд всех времен».

## Личная жизнь
С 9 января 2004 года Тера была замужем за музыкантом и порноактёром Эваном Сайнфелдом, с которым рассталась в сентябре 2009 года.
У Теры есть дочь от нынешнего фактического брака со специалистом по спецэффектам Тони Акоста — София Эвелия Акоста (род. 25.02.2012).

## Премии и номинации
- 2000 Hot d'Or — «Best New Starlet»
- 2001 Adult Stars Magazine — Consumer Choice Awards — «Best New Starlet»
- 2001 AVN Award — «Best New Starlet»
- 2001 Genesis Magazine — «Best New Cummer»
- 2001 XRCO Awards — «Best New Starlet»
- 2002 Runner-up Penthouse Pet Of The Year
- 2002 Hustler Honey
- 2004, 2005, «2007» Genesis Magazine Pornstar of The Year
- 2004, 2005, 2006 FOXE Fan Favorite
- 2006 FHM 100 Sexiest Women
- 2006 VH1’s Top 40 Hottest Rockstar Girlfriends & Wives
- 2007 F.A.M.E. Award for Favorite Female Starlet[4]
- 2007 Venus Award — «Best American Actress»
- 2007 AVN Award — «Best Interactive Movie» — InTERActive"
- 2007 E-Line Awards, Venus_Berlin — «Best Performer, Best Businesswoman»
- 2008 AVN Award (AEE) — «Best Cinematography: Fashion Underground»
- 2008 AVN Award (AEE) — «Best High End All Sex Release: Broken»
- 2008 AVN Award (AEE) — «Best Interactive Movie: InTERActive»
- 2008 °F.A.M.E. Award — Favorite Female Starlet[5]
- 2009 AVN Hall of Fame inductee[6]
- 2009 °F.A.M.E. Award — Favorite Female Star[7]
- 2009 XBIZ Award — Crossover Star of the Year[8]
- 2011 XBIZ Award номинация — Porn Star Site of the Year[9]